# AccorHotels
Accor ou AccorHotels, é uma empresa multinacional francesa do ramo hoteleiro, incluindo atividades em agências de viagens, spas e restauração e gestão de casinos. Em 2014, a Accor contava com 3762 hotéis, em diversas marcas e classes, e operava em 94 países ao redor do mundo.
A Accor é cotada no índice Euronext 100 e no CAC 40, bem como na Bolsa de Valores de Londres. Foi eleita pelo Great Place to Work Institute como a sexta melhor empresa para se trabalhar no Brasil em 2009.

## História

### Fundação
Em 1967, a AccorHotels abriu seu primeiro hotel em Lille por Gérard Pélisson e Paul Dubrule. Em 1975, houve a compra da rede Mercure. Em 1980, a Accor comprou a rede Sofitel. Em 1983, acontece a fusão com a rede Jacques Borel International e criação da Accor.

### Expansão e consolidação
Em 1997, Jean-Marc Espalioux tornou-se presidente. Em 2001, acontece a abertura do site na web. Em 2004, a rede Thalassa Sea & Spa cumpre vinte anos e ,no ano seguinte, a AccorHotels toma uma participação de 30% do Club Med. Em 2006, todos os apart-hotéis Pathernon transformam-se em Mercure Apartments. Em 2010, os grupos de negócios Accor Services (Ticket e outros) e Accor Hospitality dividem-se. Accor Services torna-se Edenred e a Accor Hospitality torna-se AccorHotels - que mantém o rumo dos negócios hoteleiros. Em 2012, a AccorHotels comprou os hotéis das marcas Caesars na América Latina.

## Marcas, hotéis e produtos
As marcas de hotéis e empreendimentos da AccorHotels estão divididos em 5 categorias: Económicas, Midscale, Upscale, Luxo e High End Luxury.

### Económicas
- Logotipo da rede Adagio Access.
- Logotipo da rede Ibis.
- Logotipo da rede Ibis Budget.
- Logotipo da rede Ibis Styles.

### Midscale
- Logotipo da rede Adagio.
- Logotipo da rede Mama Shelter.
- Logotipo da rede Mercure.
- Logotipo da rede Novotel.

### Upscale
- Logotipo da rede Grand Mercure.
- Logotipo da rede MGallery.
- Logotipo da rede Pullman.
- Logotipo da rede Swissotel.
- Logotipo da rede The Sebel.

### Luxo e High End Luxury
- Logotipo da rede Fairmont.
- Logotipo da rede Raffles.
- Logotipo da rede Sofitel.
- Logotipo da rede Sofitel Legend.
- Logotipo da rede SO Sofitel.

### Outros
- Logotipo da rede Formule 1.
- Logotipo da rede JO&JOE.
- Logotipo da rede Thalassa Sea & Spa.
- Logotipo da Onefinestay.

## Le Club Accorhotels

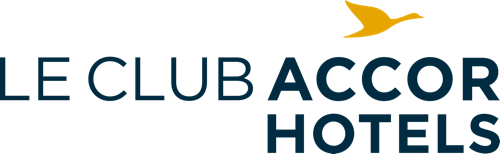
Logotipo do programa Le Club Accorhotels

O Le Club Accor é um programa de fidelidade que oferece descontos em hospedagem e tratamento diferenciado para clientes dos hotéis AccorHotels. Os pontos são obtidos ao se hospedar nos hotéis do grupo e na conversão de pontos de outros programas de fidelidade de empresas aéreas e independentes como Etihad Guest, Hertz Gold Plus Rewards, Multiplus, Smiles,
TAP Victoria, Qatar Airways Privilege Club e Velocity Frequent Flyers.
Na América do Sul, 40% das reservas nos hotéis AccorHotels são realizados por meio do site do Le Club Accorhotels. Em 2012, o jogador Raí foi escolhido como embaixador global do programa e o slogan “Aproveite cada momento” foi lançado.
Em 2012 e 2013, o Le Club Accor foi eleito pela Fredie Awards como o melhor programa de benefício de hotéis pelas regiões Oriente Médio, Ásia e Oceania e Europa/África respectivamente. Em 2015, o programa foi eleito pela Fredie Awards como o melhor programa de fidelidade de hotéis do ano pelas regiões da Europa/África e Oriente Médio, Ásia e Oceania.

## Publicidade e patrocínios
A AccorHotels anunciou em 2015 um contrato de naming rights para nomear por 10 anos como AccorHotels Arena o complexo multi-esportivo e cultural antes conhecido como Palais Omnisports de Paris-Bercy ou Bercy Arena. A AccorHotels Arena sedia anualmente o ATP de Paris e uma etapa do ATP Tour.
De 2014 até 2018 a AccorHotels fez o patrocínio da Seleção Francesa de Futebol, da Seleção Francesa de Futebol Sub-20, da Seleção Francesa de Futebol Feminino, da Copa da França e do Futebol Francês Amador por meio da Federação Francesa de Futebol por um valor não informado. O acordo ainda envolverá ingressos gratuitos, sessões de treinamentos especiais no centro de centro de treinamento de Clairefontaine-en-Yvelines e ofertas especiais para os torcedores. Desde 2019 patrocina o Paris Saint-Germain.

## Controvérsias
Em 14 de Julho de 2015, o apresentador Gugu Liberato, em matéria veículada no Programa do Gugu da Rede Record, visitou a obra inacabada do Hotel Ecológico Mercure, situado no quilômetro 73 da rodovia AM-352, em Novo Airão no estado do Amazonas. O empreendimento foi iniciado em 1991 pela Premiada Academia de Turismo do Rio Negro - Ltda e financiado pelo Banco da Amazônia como promessa de alavancar o turismo internacional na região e gerar empregos, porém a obra que receberia o selo da rede Mercure nunca foi concluída. Estima-se que foram investidos mais de vinte e sete milhões de reais na obra e em 2009 o Ministério Público Federal instaurou inquérito civil para investigação que acabou concluída sem resultados.
Em 2016 o site Reclame Aqui registrou 219 reclamações sobre a empresa, com nota geral dos consumidores de 4.70 de 10. 56,4% responderam que voltariam a fazer negócios com a empresa, com média de satisfação regular.